# (Theme From) The Monkees
"(Theme From) The Monkees" es una canción de 1966 escrita por Tommy Boyce y Bobby Hart para la serie de televisión The Monkees.

## Generalidades
Se grabaron dos versiones: una para el primer álbum de la banda The Monkees, y otra más corta para abrir el mencionado programa de televisión; ambas cuentan con la voz de Micky Dolenz. El dúo tomó como principal inspiración la canción de la banda Dave Clark Five, "Catch Us If You Can".
La versión completa se lanzó como sencillo en varios países, entre ellos Australia, donde se convirtió en un éxito, alcanzando la octava posición en las listas. También entró en la lista de éxitos de Billboard en Estados Unidos, y en el listado Hits of the World de la misma revista tanto en México como en Japón, llegando al Top 10 y al Top 20 respectivamente.
Ray Stevens hizo su propia versión del tema en su álbum de 1985 He Thinks He's Ray Stevens. Se grabó una versión más lenta (cantada por Boyce y Hart) para una primera producción del episodio piloto (16 mm en blanco y negro). Se puede encontrar en la sección de curiosidades del DVD de la primera temporada del seriado.
La canción aparece en el tráiler de la película de 1994 Monkey Trouble, y se utiliza en la banda sonora de la película Minions.